# Synopsia staudingeraria
Synopsia staudingeraria är en fjärilsart som beskrevs av Martorell 1874. Synopsia staudingeraria ingår i släktet Synopsia och familjen mätare. Inga underarter finns listade i Catalogue of Life.